# Ordine di Sidonia
L'Ordine di Sidonia (in tedesco Sidonien-Orden) fu un ordine cavalleresco femminile creato nell'ambito del Regno di Sassonia.
L'Ordine venne fondato da re Giovanni di Sassonia il 14 marzo 1871 e fu il primo degli ordini cavallereschi femminili ad essere creato in questo Stato. L'Ordine veniva concesso esclusivamente alle dame della nobiltà sassone, e spettava di diritto alle figlie femmine del sovrano in carica, alle quali veniva concesso alla nascita.
L'Ordine veniva concesso per chi si fosse distinto in grandi opere di carità verso i più poveri e venne dedicato a la principessa Sidonia di Boemia, moglie del duca Alberto III di Sassonia, margravio di Meissen, fondatore della linea albertina da cui discendeva anche re Giovanni.
Durante la sua breve storia, l'Ordine venne concesso in tutto solo 97 volte. L'onorificenza venne abolita con il crollo dell'Impero tedesco nel 1918.

## Insegne
- La medaglia dell'Ordine consisteva in una croce maltese smaltata di bianco e bordata d'oro. Al centro della croce, un medaglione riportava l'immagine di una testa elmata di donna in oro su sfondo bianco, circondata da un anello smaltato di nero con la scritta "Sidonia" in lettere dorate.
- Il nastro è di colore lilla con strisce bianche e verdi

L'Ordine disponeva della sola classe di Dama.

## Fonti
- Tagore, Rajah Sir Sourindro Mohun, The Orders of Knighthood, British and Foreign. Calcutta, The Catholic Orphan Press, 1884.